# Martin Lambert
Martin Lambert est un peintre de portraits français né à Paris en 1630, et mort dans la même ville le 28 février 1699.

## Biographie
On n'a aucun détail biographique sur ce peintre de portraits. 

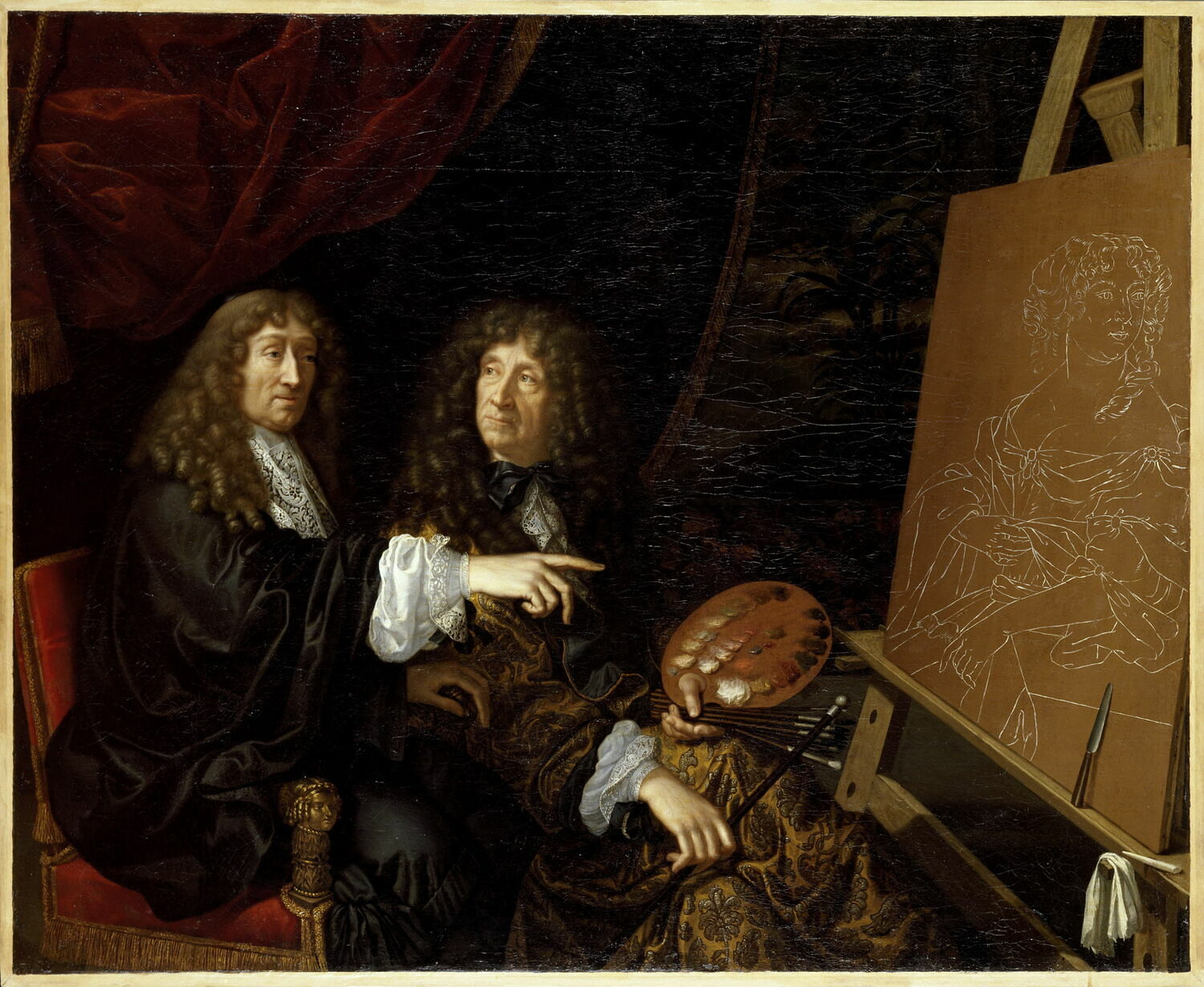
Henri et son cousin Charles Beaubrun
Lambert Martin, 1675
château de Versailles.

Il a été l'élève des deux Beaubrun. Il a été reçu académicien le 30 juin 1663 suivant Guérin, ou le 7 décembre 1675 d'après le registre de l'Académie avec le tableau représentant Henri et Charles Beaubrun.